# Vieja California
Vieja California fue una provincia del Virreinato de Nueva España, esta, junto a la Nueva California eran parte de Las Californias. Fue llamada así para diferenciarla de la Nueva California, aunque había una propuesta de que una se llamara Baja California y la otra Alta California, pero dicha que propuesta se utilizó después.
En la actualidad esta región estaría distribuida en los estados federales Mexicanos de Baja California y Baja California Sur. Aproximadamente la provincia llegó a tener un área de 145 360 km².